# 亨里希·馮·加格恩

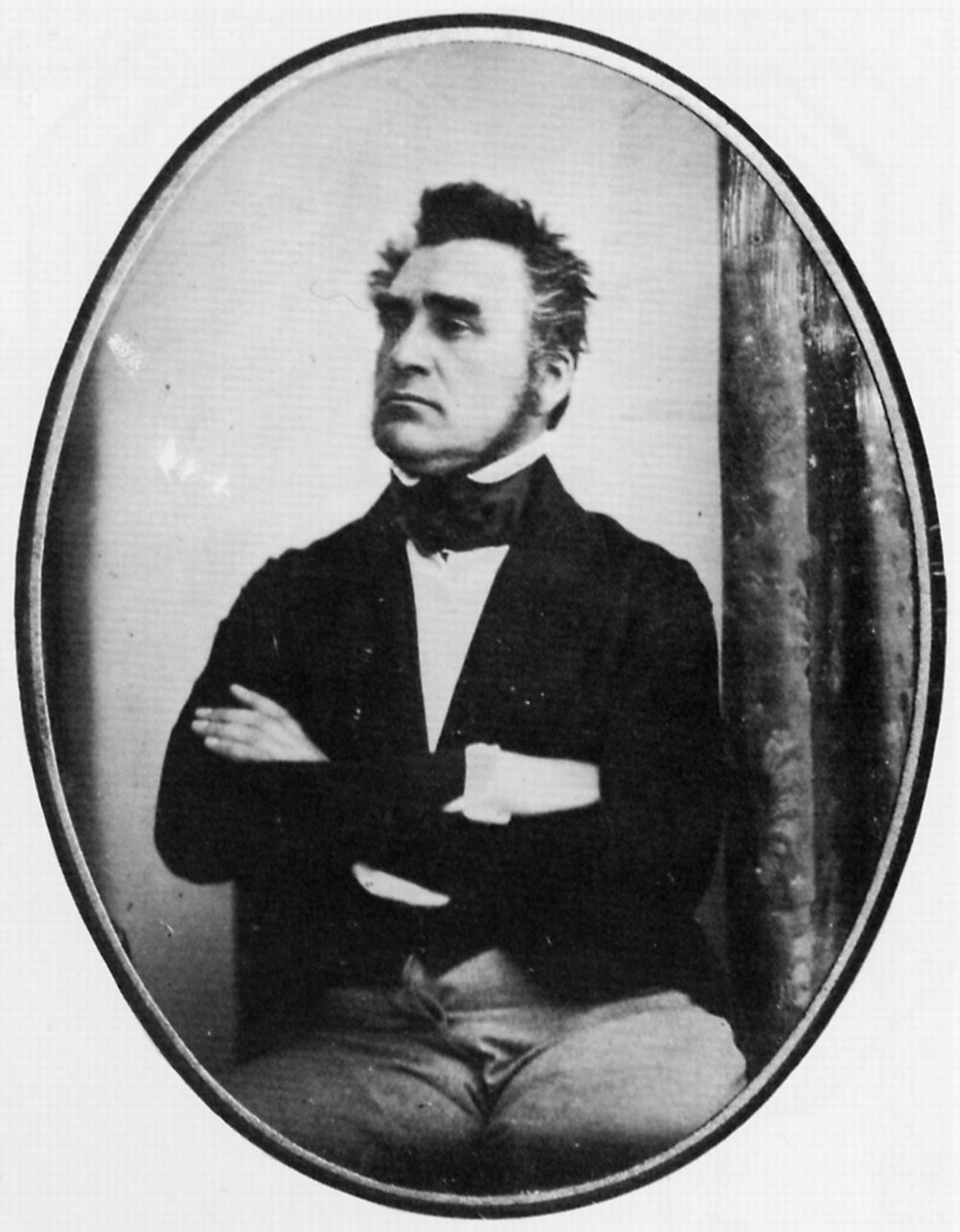
亨里希·馮·加格恩

亨里希·威廉·奧古斯特·弗賴赫爾·馮·加格恩（德語：Heinrich Wilhelm August Freiherr von Gagern，1799年8月20日-1880年5月22日）是一位主張德國統一的政治家。
亨里希·馮·加格恩是馮·加格恩男爵漢斯·克里斯托夫·恩斯特(Hans Christoph Ernst)的第三個兒子，他來自拿騷的自由主義政治家族。亨里希·馮·加格恩出生於拜羅伊特，在慕尼黑的軍事學院接受教育，作為拿騷公国的一名軍官，曾在滑鐵盧作戰。
亨里希·馮·加格恩在戰後退役，他在海德堡、哥廷根和耶拿學習法學，並在那裡成為了Urburschenschaft的成員。1819年，他到日內瓦完成學業。1821年，他在黑森大公國開始了他的正式律師生涯，並於1832年當選為第二議院議員。早在大學裡，他就已經宣布他對自由黨的同情，因為他是学生同盟的成員，現在他公開反對黑森州政府的違憲精神，這種態度導致他在1833年被免職。從此以後，他住在他父親在蒙斯海姆租用的一個相對較小的農場裡，偶爾發表對公共事務的批評，直到1848年二月革命及其在德國的迴響使他重新開始積極的政治生活。他曾在一段時間内擔任黑森邦新政府的首腦；但他的野心是參與創建一個統一的德國。
在海德堡會議和法蘭克福的初始會議（Vorparlament）上，他的觀點的廣度和適度給議會留下了深刻印象；結果，當德國國民議會開會（5月18日）時，他當選為第一任總統。起初，他對統一黨和較溫和的左翼分子的影響是极强的，而且他主要是在實施統一帝國和共同議會的原則和進行選舉方面發揮了重要作用。約翰大公為攝政王。隨著希望新帝國包括奧地利各省的大德意志方案（Grossdeutschen）和意識到只有將他們排除在外才能實現德意志統一的小德意志方案（Kleindeutschen）之間的分歧越來越大，他的立場動搖了。
12月11日，施默林和奧地利的成員離開內閣，加格恩成為帝國部部長，12月18日，他提出了一項計劃（稱為加格恩計劃），根據該計劃，奧地利將被排除在新聯邦之外。經過一番激烈的鬥爭，這個提議被接受了；但關於憲法的學術討論持續了數月，5月20日，加格恩和他的朋友們意識到與極端民主人士和解的希望渺茫，於是辭職了。
後來他試圖在國家政策的方向上影響普魯士北方聯盟，並參加了埃爾福特联盟議會的會議。但很快他意識到普魯士搖擺不定的政策無法取得任何好結果，他退出了競選，並作為一名為石勒蘇益格-荷爾斯泰因政府服務的少校參加了1850年的第一次石勒蘇益格戰爭。戰爭結束後，他在海德堡退隱。1862年，受奧地利政治憲政傾向的誤導，他公開宣布支持大德意志黨。1864年，他作為黑森的特使前往維也納，1872年該職位被廢除後退休。他於1880年在達姆施塔特去世。